# روپرت اوانس
روپرت اوانس (به انگلیسی: Rupert Evans) (زاده ۱۹۷۷) بازیگر انگلیسی است.
از فیلم‌های معروف او می‌توان به بازی در فیلم پسر، اِما، انگشتر و الفی هاپکینز اشاره کرد.